# Encefalopatia
Encefalopatia (gr. enkephalikos – mózgowy; gr. pathos choroba, cierpienie, odczuwanie) – ogólne określenie uszkodzenia mózgowia przez czynniki różnego pochodzenia. Uszkodzenia mózgowia człowieka prowadzą do różnego rodzaju zaburzeń zachowania, zwanych charakteropatiami. 
Przyczynami encefalopatii mogą być toksyny obecne w organizmie przy niewydolności wątroby lub nerek, trucizny, takie jak metale ciężkie (ołów, rtęć), alkohol etylowy i wiele innych. Opisywane są też encefalopatie zakaźne (wywoływane przez priony), czyli pasażowalne encefalopatie gąbczaste (TSE).
Niektórzy rozpoznają encefalopatię w przypadku rozlanych zmian w zapisie EEG. 
Generalnie termin encefalopatia charakteryzuje się następującymi cechami: 
- ściśle określona przyczyna powodująca uszkodzenie mózgu
- zespół neurologiczny o charakterze rozlanym lub rozsianym
- zespół psychoorganiczny, zwykle otępienny.

Nieformalny podział encefalopatii:
- Encefalopatie wrodzone
  - po urazie okołoporodowym
  - po infekcjach płodowych
  - po zatruciach
- Encefalopatie nabyte
  - nadciśnieniowa
  - miażdżycowa
  - metaboliczna
  - pozapalna
  - pourazowa
  - wątrobowa
  - encefalopatia septyczna[1]
  - zakaźne encefalopatie gąbczaste
  - encefalopatia Wernickego (encefalopatia alkoholowa)
  - encefalopatia AIDS
  - encefalopatia gruźlicza[2]
  - encefalopatia bokserska

Chorzy z encefalopatią powinni unikać czynników mogących nasilać objawy patologicznego zapisu EEG – np. intensywnych błysków świetlnych, hiperwentylacji.